# Familie Schimek (film 1935)
Familie Schimek  è un film del 1935 diretto da E.W. Emo.

## Produzione
Il film fu prodotto da Helmut Eweler e Franz Tappers per la Majestic-Film GmbH di Berlino.

## Distribuzione
Distribuito dalla Karl Philipp, fu presentato in prima a Vienna il 29 novembre 1935.